# Ciara (Sängerin)/Diskografie
Diese Diskografie ist eine Übersicht über die musikalischen Werke der US-amerikanischen Hip-Hop- und R&B-Sängerin Ciara. Den Quellenangaben und Schallplattenauszeichnungen zufolge hat sie bisher mehr als 43,7 Millionen Tonträger verkauft. Ihre erfolgreichste Veröffentlichung ist das Debütalbum Goodies mit über fünf Millionen verkauften Einheiten.

## Alben

### Studioalben
| Jahr | Titel Musiklabel                              | Höchstplatzierung, Gesamtwochen, AuszeichnungChartplatzierungen (Jahr, Titel, Musiklabel, Platzierungen, Wochen, Auszeichnungen, Anmerkungen) | Höchstplatzierung, Gesamtwochen, AuszeichnungChartplatzierungen (Jahr, Titel, Musiklabel, Platzierungen, Wochen, Auszeichnungen, Anmerkungen) | Höchstplatzierung, Gesamtwochen, AuszeichnungChartplatzierungen (Jahr, Titel, Musiklabel, Platzierungen, Wochen, Auszeichnungen, Anmerkungen) | Höchstplatzierung, Gesamtwochen, AuszeichnungChartplatzierungen (Jahr, Titel, Musiklabel, Platzierungen, Wochen, Auszeichnungen, Anmerkungen) | Höchstplatzierung, Gesamtwochen, AuszeichnungChartplatzierungen (Jahr, Titel, Musiklabel, Platzierungen, Wochen, Auszeichnungen, Anmerkungen) | Höchstplatzierung, Gesamtwochen, AuszeichnungChartplatzierungen (Jahr, Titel, Musiklabel, Platzierungen, Wochen, Auszeichnungen, Anmerkungen) | Anmerkungen                                                    |
| Jahr | Titel Musiklabel                              | DE | AT | CH | UK | US | R&B | Anmerkungen                                                    |
| ---- | --------------------------------------------- | --- | --- | --- | --- | --- | --- | -------------------------------------------------------------- |
| 2004 | Goodies LaFace Records (LaFace)               | DE67 (13 Wo.)DE | — | CH52 (12 Wo.)CH | UK26 Gold · (25 Wo.)UK | US3 ×4Vierfachplatin · (71 Wo.)US | R&B1 (80 Wo.)R&B | Erstveröffentlichung: 28. September 2004 Verkäufe: + 5.000.000 |
| 2006 | The Evolution LaFace Records (Sony BMG)       | DE32 (5 Wo.)DE | AT68 (1 Wo.)AT | CH15 (9 Wo.)CH | UK17 Silber · (6 Wo.)UK | US1 Platin · (37 Wo.)US | R&B1 (47 Wo.)R&B | Erstveröffentlichung: 5. Dezember 2006 Verkäufe: + 2.700.000   |
| 2009 | Fantasy Ride LaFace Records (Sony)            | DE77 (1 Wo.)DE | AT58 (1 Wo.)AT | CH13 (7 Wo.)CH | UK9 (5 Wo.)UK | US3 (10 Wo.)US | R&B2 (18 Wo.)R&B | Erstveröffentlichung: 1. Mai 2009 Verkäufe: + 250.000          |
| 2010 | Basic Instinct LaFace Records (Sony)          | — | — | CH83 (1 Wo.)CH | UK— GoldUK | US44 (8 Wo.)US | R&B11 (15 Wo.)R&B | Erstveröffentlichung: 10. Dezember 2010 Verkäufe: + 170.000    |
| 2013 | Ciara Epic Records (Sony)                     | — | — | CH63 (1 Wo.)CH | UK42 (1 Wo.)UK | US2 (10 Wo.)US | R&B2 (19 Wo.)R&B | Erstveröffentlichung: 5. Juli 2013 Verkäufe: + 353.000         |
| 2015 | Jackie Epic Records (Sony)                    | — | — | — | UK46 (1 Wo.)UK | US17 (4 Wo.)US | R&B2 (16 Wo.)R&B | Erstveröffentlichung: 1. Mai 2015 Verkäufe: + 129.000          |
| 2019 | Beauty Marks Beauty Marks Entertainment (UMG) | — | — | — | — | US87 (1 Wo.)US | R&B48 (1 Wo.)R&B | Erstveröffentlichung: 10. Mai 2019                             |

### EPs
| Jahr | Titel Musiklabel                      | Anmerkungen                           |
| ---- | ------------------------------------- | ------------------------------------- |
| 2023 | CiCi Beauty Marks Entertainment (UMG) | Erstveröffentlichung: 18. August 2023 |

## Singles

### Als Leadmusikerin
| Jahr | Titel Album                                      | Höchstplatzierung, Gesamtwochen, AuszeichnungChartplatzierungen (Jahr, Titel, Album, Platzierungen, Wochen, Auszeichnungen, Anmerkungen) | Höchstplatzierung, Gesamtwochen, AuszeichnungChartplatzierungen (Jahr, Titel, Album, Platzierungen, Wochen, Auszeichnungen, Anmerkungen) | Höchstplatzierung, Gesamtwochen, AuszeichnungChartplatzierungen (Jahr, Titel, Album, Platzierungen, Wochen, Auszeichnungen, Anmerkungen) | Höchstplatzierung, Gesamtwochen, AuszeichnungChartplatzierungen (Jahr, Titel, Album, Platzierungen, Wochen, Auszeichnungen, Anmerkungen) | Höchstplatzierung, Gesamtwochen, AuszeichnungChartplatzierungen (Jahr, Titel, Album, Platzierungen, Wochen, Auszeichnungen, Anmerkungen) | Höchstplatzierung, Gesamtwochen, AuszeichnungChartplatzierungen (Jahr, Titel, Album, Platzierungen, Wochen, Auszeichnungen, Anmerkungen) | Anmerkungen                                                            |
| Jahr | Titel Album                                      | DE | AT | CH | UK | US | R&B | Anmerkungen                                                            |
| --- | ------------------------------------------------ | --- | --- | --- | --- | --- | --- | ---------------------------------------------------------------------- |
| 2004 | Goodies                                          | DE10 (17 Wo.)DE | AT35 (12 Wo.)AT | CH10 (26 Wo.)CH | UK1 Silber · (14 Wo.)UK | US1 ×3Dreifachplatin + Platin (Mastertone) · (38 Wo.)US                                                                                  | R&B1 (36 Wo.)R&B | Erstveröffentlichung: 8. Juni 2004 feat. Petey Pablo                   |
| 2004 | 1, 2 Step Goodies                                | DE7 Gold · (15 Wo.)DE | AT42 (14 Wo.)AT | CH5 (27 Wo.)CH | UK3 Platin · (21 Wo.)UK | US2 ×5Fünffachplatin + Platin (Mastertone) · (39 Wo.)US                                                                                  | R&B4 (28 Wo.)R&B | Erstveröffentlichung: 23. Oktober 2004 feat. Missy Elliott             |
| 2005 | Oh Goodies                                       | DE7 (12 Wo.)DE | AT44 (9 Wo.)AT | CH11 (18 Wo.)CH | UK4 Silber · (11 Wo.)UK | US2 ×2Doppelplatin + Platin (Mastertone) · (23 Wo.)US                                                                                    | R&B2 (42 Wo.)R&B | Erstveröffentlichung: 2. März 2005 feat. Ludacris                      |
| 2005 | And I Goodies                                    | — | — | — | — | US96 Gold · (1 Wo.)US | R&B27 (20 Wo.)R&B | Erstveröffentlichung: 30. August 2005                                  |
| 2006 | Get Up Ciara: The Evolution                      | DE29 (9 Wo.)DE | AT59 (5 Wo.)AT | CH17 (13 Wo.)CH | — | US7 Platin · (20 Wo.)US | R&B10 (21 Wo.)R&B | Erstveröffentlichung: 25. Juli 2006 feat. Chamillionaire               |
| 2006 | Promise Ciara: The Evolution                     | — | — | — | — | US11 Platin (Mastertone) + Platin · (20 Wo.)US                                                                                           | R&B1 (29 Wo.)R&B | Erstveröffentlichung: 16. Oktober 2006                                 |
| 2007 | Like a Boy Ciara: The Evolution                  | DE29 (14 Wo.)DE | AT47 (8 Wo.)AT | CH16 (23 Wo.)CH | UK16 Silber · (12 Wo.)UK | US19 Gold (Mastertone) + Platin · (20 Wo.)US                                                                                             | R&B6 (20 Wo.)R&B | Erstveröffentlichung: 13. Februar 2007                                 |
| 2007 | Can’t Leave ’em Alone Ciara: The Evolution       | DE44 (7 Wo.)DE | — | CH67 (5 Wo.)CH | — | US40 Gold (Mastertone) · (13 Wo.)US | R&B10 (20 Wo.)R&B | Erstveröffentlichung: 12. Juni 2007 feat. 50 Cent                      |
| 2008 | Go Girl Fantasy Ride                             | — | — | — | — | US78 (1 Wo.)US | R&B26 (18 Wo.)R&B | Erstveröffentlichung: 5. September 2008 feat. T-Pain                   |
| 2009 | Never Ever Fantasy Ride                          | — | — | — | — | US66 Gold · (15 Wo.)US | R&B9 (20 Wo.)R&B | Erstveröffentlichung: 19. Januar 2009 feat. Young Jeezy                |
| 2009 | Love Sex Magic Fantasy Ride                      | DE7 (10 Wo.)DE | AT17 (12 Wo.)AT | CH11 (17 Wo.)CH | UK5 Gold · (17 Wo.)UK | US10 Platin · (12 Wo.)US | R&B83 (8 Wo.)R&B | Erstveröffentlichung: 13. März 2009 feat. Justin Timberlake            |
| 2009 | Work Fantasy Ride                                | — | — | — | UK54 (4 Wo.)UK | — | — | Erstveröffentlichung: 24. Juli 2009 feat. Missy Elliott                |
| 2010 | Ride Basic Instinct                              | — | — | — | UK75 (2 Wo.)UK | US42 Platin · (20 Wo.)US | R&B3 (28 Wo.)R&B | Erstveröffentlichung: 19. April 2010 feat. Ludacris                    |
| 2010 | Speechless Basic Instinct                        | — | — | — | — | — | R&B74 (6 Wo.)R&B | Erstveröffentlichung: 7. September 2010                                |
| 2010 | Gimmie Dat Basic Instinct                        | — | — | — | — | — | R&B63 (10 Wo.)R&B | Erstveröffentlichung: 15. Oktober 2010                                 |
| 2012 | Sweat –                                          | — | — | — | — | — | R&B86 (4 Wo.)R&B | Erstveröffentlichung: 18. Juni 2012 feat. 2 Chainz                     |
| 2012 | Sorry –                                          | — | — | — | — | — | R&B42 (11 Wo.)R&B | Erstveröffentlichung: 25. September 2012                               |
| 2012 | Got Me Good –                                    | — | — | — | — | — | — | Erstveröffentlichung: 6. November 2012                                 |
| 2013 | Body Party Ciara                                 | — | — | — | UK— SilberUK | US22 ×2Doppelplatin · (20 Wo.)US | R&B6 (28 Wo.)R&B | Erstveröffentlichung: 12. März 2013                                    |
| 2013 | I’m Out Ciara                                    | — | — | — | UK54 (1 Wo.)UK | US44 Gold · (5 Wo.)US | R&B13 (12 Wo.)R&B | Erstveröffentlichung: 3. Juni 2013 feat. Nicki Minaj                   |
| 2015 | I Bet Jackie                                     | — | — | — | UK56 Silber · (7 Wo.)UK | US43 Platin · (14 Wo.)US | R&B15 (20 Wo.)R&B | Erstveröffentlichung: 26. Januar 2015                                  |
| 2015 | I Bet (Remix) Jackie                             | — | — | — | — | — | — | Erstveröffentlichung: 14. April 2015 feat. T.I.                        |
| 2015 | Dance Like We’re Making Love Jackie              | — | — | — | — | US100 (1 Wo.)US | R&B28 (1 Wo.)R&B | Erstveröffentlichung: 30. Juni 2015                                    |
| 2016 | Get Up –                                         | — | — | — | — | — | — | Erstveröffentlichung: 29. Januar 2016 mit R3hab                        |
| 2018 | Level Up Beauty Marks                            | — | — | — | UK79 Silber · (2 Wo.)UK | US59 ×2Doppelplatin · (6 Wo.)US | R&B23 (11 Wo.)R&B | Erstveröffentlichung: 18. Juli 2018                                    |
| 2018 | Level Up (Remix) –                               | — | — | — | — | — | — | Erstveröffentlichung: 27. Juli 2018 feat. Missy Elliott & Fatman Scoop |
| 2018 | Freak Me Beauty Marks                            | — | — | — | — | — | — | Erstveröffentlichung: 10. August 2018 feat. Tekno                      |
| 2018 | Dose Beauty Marks                                | — | — | — | — | — | — | Erstveröffentlichung: 14. September 2018                               |
| 2019 | Greatest Love Beauty Marks                       | — | — | — | — | — | — | Erstveröffentlichung: 12. Februar 2019                                 |
| 2019 | Thinkin Bout You Beauty Marks                    | — | — | — | — | — | — | Erstveröffentlichung: 29. März 2019                                    |
| 2022 | Jump –                                           | — | — | — | — | — | — | Erstveröffentlichung: 8. Juli 2022                                     |
| 2022 | Better Thangs –                                  | — | — | — | — | — | — | Erstveröffentlichung: 28. September 2022 mit Summer Walker             |
| 2023 | How We Roll CiCi                                 | — | — | — | — | US— GoldUS | — | Erstveröffentlichung: 22. September 2023 feat. Chris Brown             |
| Folgende Lieder erschienen nicht als Single, wurden aber durch das Album zum Download und Streaming bereitgestellt und konnten somit eine Platzierung erlangen: |                                                  | | | | | | |                                                                        |
| |                                                  | | | | | | |                                                                        |
| 2009 | Like a Surgeon Fantasy Ride                      | — | — | — | — | — | R&B59 (7 Wo.)R&B | Erstveröffentlichung: 3. Mai 2009                                      |
| 2010 | Pretty Girl Swag Basic Instinct (Deluxe Version) | — | — | — | — | — | R&B90 (1 Wo.)R&B | Erstveröffentlichung: 10. Dezember 2010                                |

### Als Gastmusikerin
| Jahr | Titel Album                                      | Höchstplatzierung, Gesamtwochen, AuszeichnungChartplatzierungen (Jahr, Titel, Album, Platzierungen, Wochen, Auszeichnungen, Anmerkungen) | Höchstplatzierung, Gesamtwochen, AuszeichnungChartplatzierungen (Jahr, Titel, Album, Platzierungen, Wochen, Auszeichnungen, Anmerkungen) | Höchstplatzierung, Gesamtwochen, AuszeichnungChartplatzierungen (Jahr, Titel, Album, Platzierungen, Wochen, Auszeichnungen, Anmerkungen) | Höchstplatzierung, Gesamtwochen, AuszeichnungChartplatzierungen (Jahr, Titel, Album, Platzierungen, Wochen, Auszeichnungen, Anmerkungen) | Höchstplatzierung, Gesamtwochen, AuszeichnungChartplatzierungen (Jahr, Titel, Album, Platzierungen, Wochen, Auszeichnungen, Anmerkungen) | Höchstplatzierung, Gesamtwochen, AuszeichnungChartplatzierungen (Jahr, Titel, Album, Platzierungen, Wochen, Auszeichnungen, Anmerkungen) | Anmerkungen                                                                 |
| Jahr | Titel Album                                      | DE | AT | CH | UK | US | R&B | Anmerkungen                                                                 |
| --- | ------------------------------------------------ | --- | --- | --- | --- | --- | --- | --------------------------------------------------------------------------- |
| 2005 | Lose Control The Cookbook                        | DE25 (16 Wo.)DE | AT70 (2 Wo.)AT | CH21 (17 Wo.)CH | UK7 Silber · (13 Wo.)UK | US3 ×3Dreifachplatin · (28 Wo.)US | R&B6 (26 Wo.)R&B | Erstveröffentlichung: 27. Mai 2005 Missy Elliott feat. Ciara & Fatman Scoop |
| 2005 | Like You Wanted                                  | DE39 (9 Wo.)DE | — | CH72 (9 Wo.)CH | UK17 Silber · (6 Wo.)UK | US3 Gold + Platin (Mastertone) · (21 Wo.)US                                                                                              | R&B1 (27 Wo.)R&B | Erstveröffentlichung: 6. August 2005 Bow Wow feat. Ciara                    |
| 2006 | So What Light Poles & Pine Trees                 | — | — | — | UK56 (4 Wo.)UK | US10 (21 Wo.)US | R&B4 (26 Wo.)R&B | Erstveröffentlichung: 2. April 2006 Field Mob feat. Ciara                   |
| 2007 | Promise Ring Tiffany Evans                       | — | — | — | — | — | R&B66 (13 Wo.)R&B | Erstveröffentlichung: 2. April 2006 Tiffany Evans feat. Ciara               |
| 2008 | Stepped on My J’z Brass Knuckles                 | — | — | — | — | US90 (1 Wo.)US | — | Erstveröffentlichung: 11. Juni 2008 Nelly feat. Ciara & Jermaine Dupri      |
| 2008 | Just Stand Up! –                                 | — | AT73 (1 Wo.)AT | — | UK26 (3 Wo.)UK | US11 (4 Wo.)US | — | Erstveröffentlichung: 21. August 2008 mit Stand Up to Cancer                |
| 2009 | Takin’ Back My Love Greatest Hits                | — | — | — | UK12 Silber · (24 Wo.)UK | — | — | Erstveröffentlichung: 12. Januar 2009 Enrique Iglesias feat. Ciara          |
| 2012 | I’m Legit Pink Friday: Roman Reloaded: The Re-Up | — | — | — | UK97 (1 Wo.)UK | — | R&B40 (1 Wo.)R&B | Erstveröffentlichung: 2. April 2012 Nicki Minaj feat. Ciara                 |
| 2019 | Evapora As melhores de IZA                       | — | — | — | — | — | — | Erstveröffentlichung: 8. November 2019 IZA feat. Ciara & Major Lazer        |
| Folgende Lieder erschienen nicht als Single, wurden aber durch das Album zum Download und Streaming bereitgestellt und konnten somit eine Platzierung erlangen: |                                                  | | | | | | |                                                                             |
| |                                                  | | | | | | |                                                                             |
| 2021 | Ciara’s Prayer Still Over It                     | — | — | — | — | — | R&B49 (1 Wo.)R&B | Charteinstieg: 20. November 2021 Summer Walker feat. Ciara                  |

## Videoalben und Musikvideos

### Videoalben
| Jahr | Titel Musiklabel                   | Anmerkungen                                      |
| ---- | ---------------------------------- | ------------------------------------------------ |
| 2005 | Ciara Goodies: The Videos and More | Erstveröffentlichung: 12. Juli 2005 · US: Platin |

### Musikvideos
| Jahr | Titel                                    | Regie            |
| ---- | ---------------------------------------- | ---------------- |
| 2004 | Goodies (feat. Petey Pablo)              | Benny Boom       |
| 2004 | 1, 2 Step (feat. Missy Elliott)          | Benny Boom       |
| 2005 | Oh (feat. Ludacris)                      | Fat Cats         |
| 2005 | And I                                    | Fat Cats         |
| 2006 | Get Up (feat. Chamillionaire)            | Joseph Kahn      |
| 2006 | Promise                                  | Diane Martel     |
| 2007 | Like a Boy                               | Diane Martel     |
| 2007 | Can’t Leave ’em Alone (feat. 50 Cent)    | Fat Cats         |
| 2007 | That’s Right (feat. Lil Jon)             | Fat Cats         |
| 2008 | Go Girl (feat. T-Pain)                   | Melina Matsoukas |
| 2009 | Never Ever (feat. Young Jeezy)           | Chris Robinson   |
| 2009 | Love Sex Magic (feat. Justin Timberlake) | Diane Martel     |
| 2009 | Work (feat. Missy Elliott)               | Melina Matsoukas |
| 2010 | Ride (feat. Ludacris)                    | Diane Martel     |
| 2010 | Basic Instinct (U Got Me)                | Phil the God     |
| 2010 | Speechless                               | Collin Tilley    |
| 2010 | Gimmie Dat                               | Melina Matsoukas |
| 2012 | Sorry                                    | Christopher Sims |
| 2012 | Got Me Good                              | Joseph Kahn      |
| 2013 | Body Party                               | Director X       |
| 2013 | I’m Out (feat. Nicki Minaj)              | Hannah Lux Davis |
| 2015 | I Bet                                    | Director X       |
| 2015 | Dance Like Were Make Love                | Melina Matsoukas |
| 2018 | Level Up                                 | Parris Goebel    |
| 2018 | Freak Me (feat. Tekno)                   | Sino Dynowa      |
| 2018 | Dose                                     | Diane Martel     |
| 2019 | Greatest Love                            | Melina Matsoukas |
| 2019 | Thinkin’ Bout you                        | Hannah Lux Davis |

## Statistik

### Chartauswertung
|                     | DE    | AT    | CH    | UK    | US    | R&B     |
| ------------------- | ----- | ----- | ----- | ----- | ----- | ------- |
| Nummer-eins-Alben   | DE—DE | AT—AT | CH—CH | UK—UK | US1US | R&B2R&B |
| Top-10-Alben        | DE—DE | AT—AT | CH—CH | UK1UK | US4US | R&B5R&B |
| Alben in den Charts | DE3DE | AT2AT | CH5CH | UK5UK | US7US | R&B7R&B |

|                       | DE    | AT    | CH    | UK     | US     | R&B      |
| --------------------- | ----- | ----- | ----- | ------ | ------ | -------- |
| Nummer-eins-Singles   | DE—DE | AT—AT | CH—CH | UK1UK  | US1US  | R&B3R&B  |
| Top-10-Singles        | DE4DE | AT—AT | CH2CH | UK5UK  | US8US  | R&B13R&B |
| Singles in den Charts | DE9DE | AT7AT | CH9CH | UK14UK | US21US | R&B29R&B |

### Auszeichnungen für Musikverkäufe
| Goldene Schallplatte - Australien - 2005: für die Single Lose Control - 2005: für die Single Oh - Dänemark - 2009: für die Single Takin’ Back My Love - Frankreich - 2023: für die Single Level Up (Remix) - Irland - 2005: für das Album Goodies - Japan - 2005: für das Album Goodies - Kanada - 2006: für die Single 1, 2 Step - Neuseeland - 2005: für die Single Lose Control - 2009: für die Single Love Sex Magic - 2024: für das Album The Evolution - Polen - 2022: für die Single Level Up - Russland - 2007: für das Album The Evolution | Platin-Schallplatte - Australien - 2005: für die Single 1, 2 Step - 2009: für die Single Love Sex Magic - Kanada - 2005: für das Album Goodies - Neuseeland - 2020: für das Album Goodies - 2022: für die Single Level Up 3× Platin-Schallplatte - Neuseeland - 2024: für die Single 1, 2 Step |

Anmerkung: Auszeichnungen in Ländern aus den Charttabellen bzw. Chartboxen sind in ebendiesen zu finden.
| Land/RegionAuszeichnungen für Musikverkäufe (Land/Region, Auszeichnungen, Verkäufe, Quellen) | Silber       | Gold       | Platin       | Verkäufe   | Quellen                       |
| -------------------------------------------------------------------------------------------- | ------------ | ---------- | ------------ | ---------- | ----------------------------- |
| Australien (ARIA)                                                                            | —            | 2× Gold2   | 2× Platin2   | 210.000    | aria.com.au                   |
| Dänemark (IFPI)                                                                              | —            | Gold1      | —            | 7.500      | ifpi.dk                       |
| Deutschland (BVMI)                                                                           | —            | Gold1      | —            | 150.000    | musikindustrie.de             |
| Frankreich (SNEP)                                                                            | —            | Gold1      | —            | 100.000    | snepmusique.com               |
| Irland (IRMA)                                                                                | —            | Gold1      | —            | 7.500      | irishcharts.ie                |
| Japan (RIAJ)                                                                                 | —            | Gold1      | —            | 100.000    | riaj.or.jp                    |
| Kanada (MC)                                                                                  | —            | Gold1      | Platin1      | 110.000    | musiccanada.com               |
| Neuseeland (RMNZ)                                                                            | —            | 3× Gold3   | 5× Platin5   | 152.500    | aotearoamusiccharts.co.nz NZ2 |
| Polen (ZPAV)                                                                                 | —            | Gold1      | —            | 25.000     | olis.pl                       |
| Russland (NFPF)                                                                              | —            | Gold1      | —            | 10.000     | 2m-online.ru                  |
| Vereinigte Staaten (RIAA)                                                                    | —            | 7× Gold7   | 34× Platin34 | 36.600.000 | riaa.com                      |
| Vereinigtes Königreich (BPI)                                                                 | 10× Silber10 | 3× Gold3   | Platin1      | 3.060.000  | bpi.co.uk                     |
| Insgesamt                                                                                    | 10× Silber10 | 23× Gold23 | 43× Platin43 |            |                               |